# EAROM
Paměti EAROM (Electrically Alterable ROM) patří mezi paměti s vymazatelným obsahem. Tyto paměti nemají křemenné okénko a proto se zápis i výmaz informací uskutečňuje pomocí speciálního programátoru. Paměti EAROM jsou dražší a mají menší příkon než EPROM, čas přístupu je řádově několik stovek nanosekund a čas potřebný na vymazání maximálně jedna minuta. [zdroj⁠?!]